# Championnat de Belgique de football de deuxième division 1978-1979
Navigation
saison précédente saison suivante
Le Championnat de Belgique de football de Division 2 1978-1979 est la 62e édition du championnat de deuxième niveau national en Belgique.
La compétition conserve le même schéma que la saison précédente, à savoir une phase classique pendant laquelle les 16 équipes s'affrontent deux fois chacune en matches aller-retour. Le champion est directement promu en Division 1. Ensuite un tour final concerne quatre formations et désigne le second montant. À l'autre bout du classement, les deux derniers sont relégués en Division 3 en vue de la saison suivante.
Relégué douze mois plus tôt, le Cercle de Bruges retrouve immédiatement sa place parmi l'élite en devançant d'un point le K. SK Tongeren. Renvoyé une nouvelle fois au tour final, les Éburons y subissent un 4e revers en autant de participations en cinq saisons. C'est un autre cercle limbourgeois qui lui dame le pion: Hasselt.
Dans le bas du tableau, la lutte contre la relégation concerne une demi-douzaine de clubs, parmi lesquels Boom, relégué de première division l'année précédente, l'Olympic Montignies et les deux promus, le Harelbeek et le Rotselaar. Celui-ci termine à l'avant-dernière place et accompagne l'AS Ostende, qui glisse en Division 3 un an après son voisin du « VG ». C'est la seule saison jouée au deuxième niveau national par Rotselaar, club de la région de Louvain.

## Clubs participants
Les matricules en gras indiquent les clubs qui existent toujours aujourd'hui, les autres ont disparu.
| #  | Nom                                           | Mat. | Ville         | Stades            | En D2 depuis (série) | Total en D2 | Saison précéd. |
| -- | --------------------------------------------- | ---- | ------------- | ----------------- | -------------------- | ----------- | -------------- |
| 1  | Koninklijke Sport Vereniging Cercle Brugge    | 12   | Bruges        | Olympia Park      | 1978-1979 (1er)      | 17e         | 17e D1         |
| 2  | Koninklijke Boom Football Club                | 58   | Boom          | Gemeentelijk      | 1978-1979 (1er)      | 33e         | 18e D1         |
| 3  | Koninklijke Athletische Associatie Gent       | 7    | Gand          | Jules Otten       | 1975-1976 (4e)       | 19e         | 5e             |
| 4  | Royale Union                                  | 10   | St-Gilles     | Joseph Marien     | 1976-1977 (3e)       | 11e         | 10e            |
| 5  | Koninklijke Racing Club Mechelen              | 24   | Malines       | O. Van Kesbeeck   | 1976-1977 (3e)       | 27e         | 11e            |
| 6  | Koninklijke Voetbalclub Mechelen              | 25   | Malines       | achter de Kazerne | 1977-1978 (2e)       | 23e         | 7e             |
| 7  | Koninklijke Sporting Club Hasselt             | 37   | Hasselt       | Stedelijke        | 1977-1978 (2e)       | 22e         | 9e             |
| 8  | Koninklijke Football Club Diest               | 41   | Diest         | De Warande        | 1975-1975 (4e)       | 13e         | 6e             |
| 9  | Athletische Sportvereniging Oostende KM       | 53   | Ostende       | Albertpark        | 1977-1978 (2e)       | 37e         | 4e             |
| 10 | Koninklijke Sportklub Tongeren                | 54   | Tongres       | Stedelijke        | 1971-1972 (8e)       | 20e         | 3e             |
| 11 | Koninklijke Sport-Club Eendracht Aalst        | 90   | Alost         | Pierre Corneliss  | 1977-1978 (2e)       | 15e         | 8e             |
| 12 | Koninklijke Sint-Niklaasse Sportkring         | 221  | Saint-Nicolas | Stade Puyenbeke   | 1964-1965 (15e)      | 32e         | 14e            |
| 13 | Royal Olympic Montignies                      | 246  | Charleroi     | de La Neuville    | 1975-1975 (4e)       | 16e         | 13e            |
| 14 | Koninklijke Sint-Truidense Voetbal Vereniging | 373  | Saint-Trond   | Stayenveld        | 1974-1975 (5e)       | 14e         | 12e            |
| 15 | Koninklijke Racing Club Harelbeke             | 1615 | Harelbeke     | Forestier         | 1978-1979 (1re)      | 1re         | 1re D3B        |
| 16 | Voetbal Club Rotselaar                        | 6909 | Rotselaar     | Klompenpark       | 1978-1979 (1re)      | 1re         | 1re D3A        |

### Localisation des clubs
| \| AS Oostende Bruges Harelbeke Gand Alost St-Nicolas Boom RC Mechelen KV Mechelen Diest Rotselaar R. Union Tongres St-Trond Hasselt Olympic \| Localisation des clubs engagés en Division 2 1978-1979 |
| AS Oostende Bruges Harelbeke Gand Alost St-Nicolas Boom RC Mechelen KV Mechelen Diest Rotselaar R. Union Tongres St-Trond Hasselt Olympic                                                              |

## Classements et Résultats
Légende
- Champion de Belgique de Division 2 1979 et promu en Division 1 la saison suivante
- Club qualifié pour le tour final pour la montée en Division 1
- Club relégué en Division 3 la saison suivante

Abréviations
 : club promu de Division 3 depuis la saison précédente

 : club relégué de Division 1 depuis la saison précédente

### Classement final
| Rang | Équipe                | Pts | J  | G  | N  | P  | Bp | Bc | Diff |
| ---- | --------------------- | --- | -- | -- | -- | -- | -- | -- | ---- |
| 1    | K. SV CERCLE BRUGGE   | 46  | 30 | 19 | 8  | 3  | 55 | 23 | +32  |
| 2    | K. SK Tongres         | 45  | 30 | 19 | 7  | 4  | 68 | 22 | +46  |
| 3    | K. AA Gent            | 38  | 30 | 16 | 6  | 8  | 56 | 36 | +20  |
| 4    | K. FC Diest           | 37  | 30 | 13 | 11 | 6  | 55 | 35 | +20  |
| 5    | K. SC Hasselt         | 36  | 30 | 14 | 8  | 8  | 32 | 26 | +6   |
| 6    | K. RC Mechelen        | 36  | 30 | 12 | 12 | 6  | 40 | 25 | +15  |
| 7    | K. Sint-Niklaasse SK  | 32  | 30 | 12 | 8  | 10 | 40 | 38 | +2   |
| 8    | K. St-Truidense VV    | 28  | 30 | 11 | 6  | 13 | 43 | 50 | -7   |
| 9    | K. SC Eendracht Aalst | 26  | 30 | 12 | 2  | 16 | 43 | 57 | -14  |
| 10   | KV Mechelen           | 25  | 30 | 5  | 15 | 10 | 18 | 31 | -13  |
| 11   | K. RC Harelbeke       | 24  | 30 | 11 | 2  | 17 | 43 | 54 | -11  |
| 12   | K. Boom FC            | 24  | 30 | 8  | 8  | 14 | 31 | 44 | -13  |
| 13   | R. Olympic Montignies | 23  | 30 | 8  | 7  | 15 | 40 | 54 | -14  |
| 14   | Royale Union          | 23  | 30 | 6  | 11 | 13 | 25 | 37 | -12  |
| 15   | VC Rotselaar          | 21  | 30 | 7  | 7  | 16 | 26 | 49 | -23  |
| 16   | AS Oostende KM        | 16  | 30 | 4  | 8  | 18 | 20 | 54 | -34  |

### Tableau des résultats
Avec seize clubs engagés, 240 matches sont au programme de la saison.
| Résultats (▼dom., ►ext.)                                   | GEN | BOO | BRU | DIE | EAA | HAR | HAS | KVM | OLY | ASO | RCM | ROT | NIK | STT | TON | USG |
| K. AA Gent                                                 |     | 5-2 | 1-1 | 3-0 | 6-2 | 4-1 | 0-0 | 2-0 | 4-1 | 1-0 | 0-0 | 5-0 | 0-0 | 1-0 | 2-0 | 3-1 |
| K. FC Boom                                                 | 3-3 |     | 0-1 | 3-1 | 0-2 | 0-2 | 0-0 | 0-0 | 2-1 | 2-0 | 2-2 | 1-0 | 1-2 | 2-2 | 0-3 | 1-1 |
| K. SV Cercle Brugge                                        | 1-0 | 2-1 |     | 2-1 | 3-0 | 4-0 | 3-1 | 1-0 | 2-1 | 5-2 | 2-1 | 2-0 | 3-0 | 1-0 | 0-0 | 0-0 |
| K. FC Diest                                                | 2-0 | 2-0 | 1-1 |     | 7-0 | 4-2 | 3-0 | 0-0 | 3-0 | 1-1 | 1-1 | 2-0 | 1-1 | 1-0 | 4-5 | 1-1 |
| K. SC Eendracht Aalst                                      | 3-1 | 3-2 | 1-4 | 1-2 |     | 1-0 | 1-2 | 3-1 | 4-1 | 1-0 | 1-4 | 2-2 | 2-3 | 3-1 | 0-2 | 0-1 |
| K. RC Harelbeke                                            | 2-2 | 2-1 | 0-2 | 2-0 | 1-2 |     | 0-1 | 3-0 | 4-1 | 4-3 | 0-2 | 3-0 | 2-0 | 4-0 | 2-2 | 2-1 |
| K. SC Hasselt                                              | 2-0 | 2-0 | 1-0 | 2-1 | 2-0 | 1-0 |     | 2-0 | 0-0 | 0-1 | 0-1 | 1-0 | 2-0 | 3-1 | 1-0 | 0-1 |
| KV Mechelen                                                | 1-0 | 1-0 | 1-1 | 0-0 | 3-0 | 1-0 | 4-1 |     | 0-1 | 1-1 | 0-0 | 0-0 | 0-0 | 2-4 | 0-2 | 0-0 |
| R. Olympic Montignies                                      | 1-3 | 1-2 | 2-2 | 0-1 | 1-2 | 3-2 | 2-2 | 1-1 |     | 1-1 | 1-0 | 4-2 | 2-0 | 2-2 | 1-3 | 3-4 |
| AS Oostende KM                                             | 1-2 | 0-0 | 0-3 | 0-3 | 2-0 | 1-2 | 1-1 | 0-0 | 0-1 |     | 2-2 | 0-1 | 1-1 | 0-3 | 0-3 | 1-0 |
| K. RC Mechelen                                             | 0-0 | 2-0 | 1-1 | 3-3 | 3-0 | 5-1 | 0-0 | 0-0 | 1-0 | 3-0 |     | 0-0 | 2-0 | 2-0 | 0-1 | 1-0 |
| VC Rotselaar                                               | 0-1 | 1-1 | 2-3 | 0-1 | 1-0 | 2-1 | 1-3 | 1-1 | 3-2 | 3-0 | 2-1 |     | 0-0 | 3-1 | 0-2 | 1-1 |
| K. Niklaasse SK                                            | 3-1 | 0-1 | 2-1 | 1-1 | 0-2 | 2-1 | 2-1 | 3-0 | 2-0 | 1-2 | 1-2 | 3-1 |     | 4-1 | 2-1 | 3-0 |
| K. St-Truidense VV                                         | 4-0 | 3-1 | 0-1 | 3-3 | 0-6 | 2-0 | 0-1 | 1-1 | 1-3 | 2-0 | 4-1 | 1-0 | 2-2 |     | 1-1 | 1-1 |
| K. SK Tongeren                                             | 4-1 | 2-0 | 2-2 | 1-3 | 2-1 | 5-0 | 1-1 | 4-0 | 1-1 | 4-0 | 0-0 | 5-0 | 3-0 | 3-0 |     | 4-0 |
| Royale Union                                               | 1-2 | 0-1 | 1-2 | 2-2 | 0-0 | 2-0 | 1-1 | 0-0 | 0-2 | 3-0 | 0-0 | 2-0 | 2-2 | 0-2 | 0-2 |     |
| - Victoire à domicile - Match nul - Victoire à l'extérieur |     |     |     |     |     |     |     |     |     |     |     |     |     |     |     |     |

## La saison en bref
Depuis la saison 1974-1975, l'URBSFA a mis sur pied un système de « périodes ». Le principe est que la compétition de 30 rencontres est partagée en 3 périodes de 10 rencontres: (1 à 10, 11 à 20 et 21 à 30).
- Un classement distinct est établi par "période". Les trois vainqueurs de période se qualifient le tour final où il accompagne le 2e du classement général final.
- Un vainqueur de période ne peut pas prendre part au tour final s'il termine à une des deux places relégables. Familièrement, les "périodes" sont fréquemment appelées "tranches".

### 1repériode
Cette période concerne les 10 premières journées. Elle est disputée du 2 septembre 1978 au 12 novembre 1978. Toutes les rencontres de la 10e journée se jouent le même jour à la même heure.

### 2epériode
Cette période concerne les matches des journées n°11 à 20. Elle est disputée théoriquement du 19 novembre 1978 au 4 février 1979. Cependant, en raison de diverses remises, plusieurs matchs des journées n°16, 17, 18 et 19 sont joués après le début de la 3e période. Toutes les rencontres de la 20e journée se jouent le même jour à la même heure.

### 3epériode
Cette période concerne les 10 dernières journées. Elle est disputée du 11 février 1979 au 1er mai 1979. Toutes les rencontres des 29e et 30e journée se jouent le même jour à la même heure.

## Tour final

### Participants
K. SK Tongeren (2e du général), K. AA Gent (3e du général), K. FC Diest (4e du général), K. SC Hasselt (5e du général).

### Classement final
L'ordre des matchs du tour final est désigné par un tirage au sort, effectué au siège de l'URBSFA
Légende
- Club promu en Division 1 la saison suivante

| Rang | Équipe         | Pts | J | G | N | P | Bp | Bc | Diff |  | Résultats (▼ dom., ► ext.) | HAS | GAN | TON | DIE |
| ---- | -------------- | --- | - | - | - | - | -- | -- | ---- |  | -------------------------- | --- | --- | --- | --- |
| 1    | K. SC Hasselt  | 9   | 6 | 4 | 1 | 1 | 10 | 4  | +6   |  | K. SC Hasselt              |     | 1-0 | 3-0 | 4-0 |
| 2    | K. AA Gent     | 8   | 6 | 3 | 2 | 1 | 7  | 3  | +4   |  | K. AA Gent                 | 0-0 |     | 4-2 | 2-0 |
| 3    | K. SK Tongeren | 6   | 6 | 2 | 2 | 2 | 10 | 11 | -1   |  | K. SK Tongeren             | 3-0 | 0-0 |     | 3-2 |
| 4    | K. FC Diest    | 1   | 6 | 0 | 1 | 5 | 5  | 14 | -9   |  | K. FC Diest                | 1-2 | 0-1 | 2-2 |     |

### Résumé du Tour final
Le tour final se joue entre Hasselt et La Gantoise. Le Sporting limbourgeois prend les commandes en gagnant son premier match alors que Tongres et Gand se neutralisent (0-0). Le « matricule 37 » conserve la tête durant trois journées.
Mais après un duel fratricide entre Limbourgeois et un revers (3-0) chez les « Éburons », le KSCH cède le flambeau aux « Buffalos ». 
Les deux derniers candidats à la montée s'affrontent deux fois en clôture. Les Gantois qui possèdent un point d'avance ne peuvent faire la différence à domicile et doivent concéder un partage (0-0) au stade Otten. Bien que toujours leader, les gars de la Cité d'Artevelde perdent tout lors de la dernière sortie. Le Sporting Club Hasselt (« seulement » 5e suite à la phase classique) crée la surprise avec un court succès (1-0) qui lui ouvre les portes de l'élite nationale.
Avec cette première (et finalement unique) montée en Division 1, le « matricule 37 » devient le 59e club différent à atteindre la plus haute division belge (le 6e de sa Province de Limbourg).

## Meilleur buteur
- Yvan Hoste (KSK Tongres), 20 buts

## Récapitulatif de la saison
- Champion : K. SV Cercle Brugge (3e titre de Division 2)
- 9e titre de champion de Division 2 pour la province de Flandre occidentale

| Région flamande (12)            | Région flamande (12) | Province de Brabant (3)      | Province de Brabant (3) | Région wallonne (1)    | Région wallonne (1) |
| ------------------------------- | -------------------- | ---------------------------- | ----------------------- | ---------------------- | ------------------- |
| Province d'Anvers               | 3                    | Région de Bruxelles-Capitale | 1                       | Province de Hainaut    | 1                   |
| Province de Flandre-Occidentale | 3                    | Province du Brabant flamand  | 2                       | Province de Liège      | 0                   |
| Province de Flandre-Orientale   | 3                    | Province du Brabant wallon   | 0                       | Province de Luxembourg | 0                   |
| Province de Limbourg            | 3                    |                              |                         | Province de Namur      | 0                   |

1. ↑  Au niveau footballistique, la province de Brabant est toujours unitaire malgré sa partition territoriale en 1995.

### Admission et relégation
Le Cercle de Bruges et Hasselt sont promus en Division 1 d'où sont relégués le La Louvière et Courtrai.
L'AS Ostende et Rotselaar sont renvoyés en Division 3; d'où sont promus Hoeselt et le Racing Jet Bruxelles.

### Bilan de la saison
| Championnat de Belgique de football de deuxième division 1978-1979 |                                 |
| Champion                                                           | K. CSV Cercle Brugge (3e titre) |
| Dauphin                                                            | K. SK Tongeren                  |
| Promotions et relégations                                          |                                 |
| Promus en Division 2                                               | Hoeselt VV                      |
| Promus en Division 2                                               | Racing Jet Bruxelles            |
| Relégués en Division 3                                             | VC Rotselaar                    |
| Relégués en Division 3                                             | AS Oostende KM                  |

## Début en D2
Deux clubs évoluent pour la toute première fois de leur Histoire au 2e niveau du football  belge. Ils sont les 109e et 110e clubs différents à atteindre ce niveau.
- VC Rotselaar est le 20e club brabançon différent à atteindre ce niveau.

- K. RC Harelbeke est le 12e club flandrien occidental différent à atteindre ce niveau.